# Ravine Manapany
Pour les articles homonymes, voir Manapany (homonymie).
La ravine Manapany est une ravine française de l'île de La Réunion, département d'outre-mer dans le sud-ouest de l'océan Indien. Intermittent, le cours d'eau auquel elle sert de lit coule du nord vers le sud avant de se jeter dans l'océan Indien à hauteur de Manapany. Elle sert de frontière entre les communes de Petite-Île à l'ouest et Saint-Joseph à l'est.